# Заяц, Николай Филиппович
Заяц Николай Филиппович (12 ноября 1885, Лапичи, Минская губерния — 16 декабря 1949, Москва) — советский военачальник, Флагман 2-го ранга (28.3.1939), контр-адмирал (4.6.1940);

## Биография
Заяц Николай Филиппович родился 12 (24) ноября 1885 в селе Лапичи, ныне Осиповичского района Могилёвской области, Белоруссия. Белорус.

### Служба в Императорском российском флоте
Окончил школу артиллерийских кондукторов при Учебном отряде Балтийского флота (1908—1909), курсы артиллерийских старшин (1915).
В службе с 1908 года. Матрос, арт. старшина, кондуктор крейсера «Богатырь» Балтийского флота. Участник Первой мировой войны.

### Служба в ВМС СССР
После Октябрьской революции продолжил службу в РККФ на крейсерах. Вахтенный начальник (11.1917-6.1920). Участвовал в Ледовом походе Балтийского флота в 1918 году. В годы Гражданской войны участник обороны Петрограда при наступлении войск генерала Н. Н. Юденича (1919). Командир батареи форта «Краснофлотский» (6.1920-4.1921), батареи Шлиссельбургской крепости (4-5.1921), старший артиллерист (5.1921-4.1922), старший помощник командира (4.1922-11.1923) КЛ «Храбрый» (с 12.1922 — «Красное Знамя»).
Окончил штурманский класс Специальных курсов комсостава ВМС РККА (11.1923-2.1925); служил штурманом той же КЛ (2.1925-4.1926), старшим помощником командира эсминца «Сталин» (4-6.1926), флагманским штурманом дивизиона эсминцев (6-9.1926), старшим помощником (9.1926-12.1927) и командиром (12.1927-2.1931) эсминца «Ленин», командовал дивизионом эсминцев (2.1931-6.1932) МСБМ.
Окончил тактические курсы при Военно-морской академии им. К. Е. Ворошилова (1932). Командир крейсера «Красный Кавказ» (6.1932-8.1937), бригады крейсеров (8.1937-4.1939), начальник управления тыла Черноморского флота с апреля 1939. В Великую Отечественную войну вступил в прежней должности.
Согласно информации «Новой газеты», 29 июня 1942 года дал приказ о подрыве медсанбатов № 47 и № 427 Приморской армии в Инкерманских штольнях «Шампанвинстроя», в результате чего погибло более 3000 раненых бойцов Красной Армии и мирных жителей.
В ночь на 1 июля 1942 года вместе с командным составом Приморской армии и Черноморского флота эвакуировался из Севастополя. В окружении осталось более 80 тысяч солдат и офицеров Приморской армии, моряков Черноморского флота. В распоряжении НК ВМФ (6-8.1942). Председатель постоянной приёмной комиссии при НК ВМФ с августа 1942.
Из представления к ордену Нахимова I степени на Зайца Николая Филипповича: «До июня 1942 занимал должность начальника тыла Черноморского флота, в самую трудную пору для Черноморского флота, когда флот постепенно отходил на восток, что вызывало исключительные трудности при обеспечении военно-морских баз и флота в целом всеми видами вооружения, боеснабжения и снабжения вообще. Несмотря на исключительные трудности Черноморский флот неизменно выходил из положения в вопросах обеспечения всем необходимым. С 1942 т. Заяц с успехом руководит комиссией по приему вновь строящихся судов, тем самым способствуя увеличению и росту боевого состава действующих судов и флотилий».
После окончания войны оставался в той же должности. Председатель постоянной комиссии Госприемки кораблей при главкоме ВМС с декабря 1947.
Похоронен на Новодевичьем кладбище в Москве.
У родной сестры Николая Филипповича Надежды Филипповны Заяц (Бразговской) было 11 детей, один из внучатых племянников Зайца, сын Веры Ивановны, — директор Беловежской Пущи, в дальнейшем министр лесного хозяйства  Беларуси Владимир Павлович Романовский (1931—2003). А в третьем поколении внуки племянниц адмирала Анны Ивановны и Алены Ивановны Бразговских выбрали военную стезю: полковник К.А. Колегов, полковники Н.Н. и И.Н. Ушаковы, научный редактор Центрального музея Вооруженных Сил РФ Т.А. Паньковская.

## Награды
- Георгиевская медаль 4-й степени № 174915 (1915) «За ответственную и отличную работу при выполнении особо важной и опасной операции, требовавшей отличного умения и мужества[3];
- Георгиевский крест 4-й степени № 991 (1915) «Высочайше пожалован при посещении 7-го сего июля ГОСУДАРЕМ ИМПЕРАТОРОМ крейсера „Богатырь“»[4]
- два ордена Ленина (29.12.1941, 1945)[5];
- три ордена Красного Знамени (1944, 1944, 1947)[6], [7];
- Орден Нахимова I степени (1945)[8];
- Медаль «XX лет Рабоче-Крестьянской Красной Армии» (22.02.1938)[9];
- Медаль «За оборону Одессы»[9];
- Медаль «За оборону Севастополя»[9];
- Медаль «За победу над Германией в Великой Отечественной войне 1941—1945 гг.»[10];
- Медаль «За победу над Японией»[11]
- и другие медали.

## Память
В 2015 году в д. Лапичи была открыта мемориальная доска в память Н. Ф. Зайца.